# Cyrba dotata
Cyrba dotata là một loài nhện trong họ Salticidae.
Loài này thuộc chi Cyrba. Cyrba dotata được Elizabeth Maria Gifford Peckham & George William Peckham miêu tả năm 1903.